# Arriaga
Arriaga è una città a capo dell'omonimo comune nello stato del Chiapas in Messico. Conta 23 143 abitanti secondo le stime del censimento del 2005.
Di recente fondazione (intorno ai primi del '900), è passata dallo status di semplici paese a città e capoluogo del neo-nato comune nel 1910. Il suo nome è stato scelto in onore del giurista messicano Ponciano Arriaga.Dal 1983, in seguito alla divisione del Sistema de Planeación, è nella regione economica IX: ISTMO COSTA.